# ジョン・W・フォスター
ジョン・ワトソン・フォスター（John Watson Foster、1836年3月2日 - 1917年11月15日）は、アメリカ合衆国の外交官、軍人、弁護士、ジャーナリストである。ベンジャミン・ハリソン政権下で国務長官を務めた。

## 若年期と初期のキャリア
フォスターは、1836年3月2日にインディアナ州ピーターズバーグの農夫の息子として生まれ、エバンズビルで育った。
両親は息子が伝道師になることを望んでいたが、本人は法律家になりたいと思っていた。開学したばかりのインディアナ大学を1855年に卒業した後、ハーバード・ロー・スクールに入学した。卒業後、オハイオ州シンシナティに移り弁護士となった。
1861年に南北戦争が勃発すると、フォスターは北軍に志願した。第25インディアナ義勇歩兵隊、第65インディアナ義勇乗馬歩兵隊、第136インディアナ義勇歩兵隊に所属し、少佐から大佐まで昇進した。フォスターが率いる部隊は、アンブローズ・バーンサイド少将のノックスビル方面作戦が成功した後に、テネシー州ノックスビルに一番乗りした。
終戦後、フォスターはインディアナ州に戻り、弁護士としての仕事に加えて、『エバンズビル・デイリージャーナル』紙の編集を行った。フォスターはこの新聞を、共和党の政策を広めるために利用した。

## 政界でのキャリア
その後フォスターはワシントンD.C.へ移り、ユリシーズ・グラント大統領のもとで働いた。フォスターは、ニューヨーク州ヘンダーソンに別荘を持っていた。第1次グラント政権でのスキャンダルや汚職の多発の結果、1872年の大統領選挙では共和党が分裂し、改革派はグラントの対抗馬としてホレス・グリーリーを擁立した。フォスターはグラントを支援し、その報酬として、その後の歴代の共和党の大統領、グラント、ラザフォード・ヘイズ、ジェームズ・ガーフィールド、チェスター・アーサーは、フォスターを各国のアメリカ大使に任命した。フォスターは1873年から1880年まで在メキシコ大使、1880年から1881年まで在ロシア大使、1883年から1885年まで在スペイン大使を務めた。
ベンジャミン・ハリソン政権において、フォスターは国務省の紛争調停役として活動した。国務長官のジェイムズ・G・ブレインが1892年6月5日に辞任し、フォスターがその後任として同年6月29日に就任した。在任中、フォスターはハワイ併合を指揮した:11。就任から8か月後の1893年2月23日、ハリソン大統領の任期終了に伴い、国務長官を退任した。
国務長官を退任して公職を退いた後も、フォスターはワシントンに留まった。そして、政界への便宜や国外進出の機会を求める大企業のためのロビー活動を行うという、新しいスタイルの弁護士活動を始めた:12。また、政界とのコネを利用して、いくつかの在米大使館と顧問弁護士の契約を結んだ。その他、外交使節団として大統領に同行した。フォスターは、8か国との貿易協定を締結し、イギリスとロシアの間のベーリング海でのアザラシ猟に関する協定を仲介した。また、清朝の法律顧問として、列強との不平等条約改正の交渉を行い、日清戦争後の下関条約締結に関わった:12。
1903年に"American diplomacy in the Orient"（東洋におけるアメリカ外交）、1904年に"Arbitration and the Hague Court"（仲裁とハーグ裁判所）、1906年に"The practice of diplomacy as illustrated in the foreign relations of the United States"（外交の実践―アメリカ合衆国の外交関係を例にして）を発行した。この他にも多くの著書がある。

## 家族
フォスターは1859年にメアリー・パーク・マクファーソン(Mary Parke McFerson)と結婚した。5人子供をもうけたが、成人まで成長したのは娘2人だけだった。フォスターは孫を溺愛し、開拓時代や外国での話を聞かせた。
娘のエディス(Edith)は、長老派の牧師アレン・メイシー・ダレス(Allen Macy Dulles)と結婚した。その子供には、国務長官のジョン・フォスター・ダレス、CIA長官のアレン・ウェルシュ・ダレスなどがいる。
娘のエレノア(Eleanor)は、国務省の法律顧問で、後に国務長官となるロバート・ランシング(Robert Lansing)と結婚した。

## 死去
フォスターはワシントンD.C.で1917年11月15日に死去した。遺体は故郷のエバンズビルのオークヒル墓地に埋葬された。